# Kim Jung-tae
Dans ce nom, le nom de famille, Kim, précède le nom personnel coréen.
Kim Jung-tae (김정태 en coréen), né Kim Tae-wook (김태욱) le 13 décembre 1972 à Busan, est un acteur sud-coréen, principalement connu pour ses seconds rôles dans des films et à la télévision.

## Biographie
Kim Jung-tae étudie le théâtre et le cinéma à l'université Kyungsung (en) de Busan, dans le sud-est de la péninsule coréenne. Il fait ses débuts dans le cinéma en 1999, en jouant dans le film The Uprising sous son nom de naissance Kim Tae-wook. En 2006, il commence à jouer sous son nom de scène, Kim Jung-tae. Principalement connu pour ses rôles secondaires, Kim joue généralement des personnages antagonistes : des gangsters, des escrocs ou d'autres types de personnes malhonnêtes.
Kim rencontre le succès en 2010, lorsqu'il joue le rôle principal de Remember O Goddess, un court-métrage et film noir de 25 minutes traitant de la perte de mémoire,,. La même année, Kim est également apprécié par le public pour son caractère comique dans le film Bangga! Bangga? (en),.
En 2014, lui et son fils Kim Ji-hoo participent à Le Retour de Superman, une émission de télé-réalité montrant des célébrités s'occupant de leurs enfants durant quelques jours pendant l'absence de leur femme. Ils étaient à l'origine des invités des épisodes 20 et 21, auxquels participait leur ami Jang Hyun-sung, mais les internautes, qui ont apprécié la venue de Kim et son fils, ont désiré les voir dans d'autres épisodes de l'émission. Dans l'épisode 21, Kim affirme qu'il surnomme son fils « Yakkung » parce que lors d'une partie de « coucou » (kkakkung en coréen), le bébé n'aurait pas voulu répondre à kkakkung, mais à yakkung. Kim et son fils deviennent candidats officiels de l'émission à partir de l'épisode 25,.
Kim est ensuite critiqué pour avoir fait apparaître son fils dans les médias pendant sa campagne publique en faveur de Na Dong-yeong, une personnalité du Parti Saenuri ayant postulé le poste de maire de la ville de Yangsan lors des élections municipales de 2014 (en). Sa femme, Jeon yeon-jin, répond alors aux médias que la famille a commis une erreur et qu'elle arrêterait de fréquenter Na, qui n'était qu'un ami de son mari. Une semaine après l'éclatement de critiques massives affirmant que l'enfant de Kim est exploité à des fins politiques, Kim et son fils quittent l'émission Le Retour de Superman.

## Vie privée
En 2009, Kim se marie avec Jeon Yeo-jin, sa petite amie de 19 ans, qu'il a rencontré durant son adolescence. Jeon a un doctorat en ingénierie et enseigne à l'université nationale de Pukyong. Le couple réside actuellement à Busan avec ses deux enfants, Kim Ji-hoo et Kim Si-hyun.
Kim souffre d'une cirrhose du foie, et a failli en mourir à trois reprises. Sa mère s'est longtemps occupée de lui, mais est morte de la même maladie, qui n'est pas infectieuse, mais potentiellement héréditaire.
S'il n'avait pas été acteur, Kim a dit qu'il aurait aimé devenir poète. Il a écrit 200 poèmes depuis ses 17 ans et projette de les publier dans un recueil.

## Filmographie

### Films
- Salut d'Amour (2015)
- The Trip Around the World (2015)
- Granny's Got Talent (2015)
- Shoot Me in the Heart (2015)
- Mourning Grave (2014)
- Queen of the Night (2013)
- Tough as Iron (2013)[15]
- Mr. Go (2013)
- How to Use Guys with Secret Tips (2013)
- Miracle in Cell No. 7 (2013)
- Man on the Edge (2013)[16]
- The Neighbor (2012)
- Superstar (2012)
- All About My Wife (2012)
- The Scent (2012)
- Wonderful Radio (2012)
- S.I.U. (2011)
- My Secret Partner (2011)
- Officer of the Year (2011)
- He's on Duty (2010)
- Remember O Goddess (court-métrage, 2010)
- Hearty Paws 2 (2010)
- I Came from Busan (2010)
- City of Fathers (2009)
- Insadong Scandal (2009)
- Open City (2008)
- Sunflower (2006)
- Never to Lose (2005)
- Duelist (2005)
- My Brother (2004)
- Fighter in the Wind (2004)
- Windstruck (2004)
- Clementine (2004)
- Low Life (2004)
- Mutt Boy (2003)
- The Classic (2003)
- Ardor (2002)
- Bet on My Disco (2002)
- The Exam Is Over (short film, 2001)
- Friend (2001)
- Black Honeymoon (2000)
- The Bird Who Stops in the Air (1999)
- Rush (1999)
- The Uprising (1999)
- 2022 : Air Murder (공기살인) de Jo Yong-sun : Han Hyeon-jong

### Séries télévisées
- Goddess of Marriage (SBS, 2013)
- Dream High 2 (KBS2, 2012)[17]
- Drama Special "Human Casino" (KBS2, 2011)
- Girl K (CGV, 2011)[18]
- Can't Lose (MBC, 2011)
- Miss Ripley (MBC, 2011)
- Sign (SBS, 2011) (invité aux épisodes 11-13)
- Bad Guy (SBS, 2010)
- Swallow the Sun (SBS, 2009)
- Alibi Inc.  (Dramax, 2008)
- Robber (SBS, 2008)
- H.I.T (MBC, 2007)
- Dr. Kkang (MBC, 2006)

### Téléréalité
- Le Retour de Superman (KBS2, 2014)
- Nine to Six 2 (MBC Every 1, 2014 – aujourd'hui)
- Funny TV Rollercoaster: Hongdae Jung-tae (tvN, 2011)
- Win Win (KBS2, 2011) (invité)
- 2 Days & 1 Night (KBS2, 2011) (invité spécial rôle secondaire aux épisodes 196–197)

## Discographie
- 잊어줘 (« Oublie ») (piste de Girl K OST, 2011)[19]
- 날개 (« Ailes »), 찬찬찬 (« Chan Chan Chan ») (single numérique, 2011)[20]

## Prix et distinctions
- 2013 : 21e Prix coréen de la culture et du divertissement : Prix d'excellence d'acteur de films
- 2011 : Prix MBC Drama (en) : Prix PD pour les films Miss Ripley (en) et Can't Lose (en)